# Матильда Хейс
Матильда Мері Хейс (8 вересня 1820 , Лондон  — 3 липня 1897 , Ліверпуль, Ланкашир ) — англійська феміністська письменниця, перекладачка, журналістка та акторка. Разом з Елізабет Ашерст перекладала кілька творів Жорж Санд англійською мовою. Співзасновниця журналу English Woman's Journal. Десятиріччя жила відкритим подружжям з акторкою Шарлоттою Кушман, а також з поетесою Аделаїдою Енн Проктер.

## Ранній життєпис
Народилася в Лондоні 8 вересня 1820 року в родині торговця кукурудзою Джона Хейса та його дружини Елізабет Мері Аткінсон. Перед цим шлюбом мати була одружена з Джейкобом Брізом до його смерті в лютому 1807 року, від чого Матильда мала двох старших зведених сестер, Емму Маріанну та Клару, яка стала дружиною Фредеріка Салмона в 1830 році. У другому шлюбі мати з батьком Матильди народила сестер Елізабет, Сусанну та брата Альберта.
Хейс була ідентифікована як креолка або, за словами Джозефа Паркса, наполовину креолка, завдяки своїй матері, оскільки родина її батька — це лондонці, щонайменше, у трьох поколіннях.

## Кар'єра
Матильда Хейс, починаючи приблизно з 1838 року, писала статті для періодичних видань The Mirror і Ainsworth's Magazine, часто щодо жіночих питань.
Хейс, під впливом Жорж Санд, стала журналісткою та прозаїкинею, яка «вирішила використати свої твори для покращення становища жінок». У своєму романі «Гелен Стенлі» Хейс написала, що поки «жінки не навчать своїх дочок поважати себе,… працювати для хліба щоденного, а не розпустувати свою особистість і серце» у шлюбі, жінки не матимуть безпечного фінансового та соціального майбутнього.

### Переклади Жорж Санд
Оскільки вільне кохання та незалежний спосіб життя Жорж Санд були незвичайними для жінки XIX століття, Хейс та її подруга Елізабет Ашурст мали «широкий кругозір» (англ. broad-minded) та були заінтриговані політичними та соціальними посланнями, які розглядаються в книгах Санд. Хейс отримала підтримку та заохочення від Вільяма Чарльза Макріді та Джорджа Генрі Льюїса, щоб перекласти романи Санд англійською мовою. Обидва чоловіки написали Санд, заохочуючи цю домовленість, а товариш Хейс, капелан Едмунд Ларкен, профінансував цей проєкт.
Перші переклади творів Жорж Санд здійснили Хейс, Ашурст та Ларкен. Перший том La Dernière Aldini переклала Хейс. Елізабет Ашурст переклала Les Maîtres mosaïstes, і він побачив світ у 1844 році. Товариш Хейс, італійський революціонер Джузеппе Мадзіні, написав передмову до перекладу Ашурт Lettres d'un voyageur. За пропозицією Мадзіні Санд запросила Ашурт до себе додому в Нохані. Олів Клас повідомила, що "Санд була збентежена поверхневим проявом феміністичного бунту, який демонструвала її ще неодружена учениця, і охарактеризувала її як «скромницю без скромності».
Джордж Генрі Льюїс запропонував Матильді Хейс, щоб переклад англійською мовою також пом'якшив частину риторики у відповідності з англійською культурною чутливістю. Мадзіні, знаючи про пропозицію Джорджа Льюїса до Хейс, написав Санд, посилаючись на Хейс: «Я та мої друзі вважаємо немислимим, що ви бажаєте надати таку ліцензію комусь, чиї ідеї вам невідомі».
Чотири томи праці Жорж Санд були перекладені Матильдою Хейс та Елізабет Ашурст й опубліковані, але їх продажі стали провальними. Намагаючись пом'якшити ідеї Санд, перекладені книги «позбавили їх натхнення», за словами Мадзіні. Переклади були «спробою контрабандиста приховати справжню природу своїх ганебних дій», повідомляє Quarterly Review.
І Хейс, і Ашурст також отримали незначний гонорар через невигідні для них домовленості, які вони уклали з «нечесним бізнес-видавцем». Ашерст та Хейс працювали над пошуком видавців для своїх перекладених і відредагованих версій творів Санд.
Співпраця Ларкена з Матильдою Хейс та Елізабет Ашерст завершилася в 1847 році.
У 1851 році був опублікований переклад Фадетта, зроблений Хейс окремо від Ашерст.

### Жіночий щоденник

#### Рання спроба
У 1847 році Матильда Хейс продовжила випуск жіночого журналу за зразком американського Godey's Lady's Book, щоб запропонувати можливість для жінок-письменниць на спеціальній платформі обговорювати права жінок, включаючи найкращі приклади освітньої та професійної діяльності. Вона намагалася сприяти «вільному обговоренню теми, яку на той час не можна було почути через звичайні канали преси». Шарлотта Кушман та її подруга Мері Говітт допомогли їй вивчити можливості заснування журналу, але колеги прийшли до висновку, що не настав ще час для запуску журналу, і вирішили зосередити свою енергію на поточній адвокації.

#### Щоденник Елізи Кук
Невдовзі після невдалої спроби Матильди Хейс поетеса Еліза Кук відкрила журнал із власною назвою, а Хейс працювала журналісткою в цьому часописі. Журнал був «компендіумом нарисів, поезії, рецензій та художньої літератури, в яких особливо розглядалися такі питання, як навчання жінок, реформа одягу, поміркованість і тяжке становище робітничого класу та домашньої прислуги».

#### Журнал англійської жінки
Матильда Хейс була однією із співзасновниць та редакторкою English Woman's Journal у 1858 році. Його заснували того ж року Барбара Бодішон і Бессі Рейнер Паркс, а також інші, головною акціонеркою яких була Бодішон.
Товариство сприяння зайнятості жінок та Victoria Press допомогли Хейс заснувати, зустрівшись в офісі журналу Langham Place. Ці приміщення винаймала для неї її близька подруга Теодозія Блекер, леді Монсон. Монсон також організувала умеблювання офісів і читального залу. Від так, це місце де-факто стало справжнім жіночим клубом, де пропонуються страви, напої, а також тут можна було почитати періодичні видання й газети. Мортон стала директоркою у 1860 році, і вона допомагала з управлінням. Монсон також профінансувала переобладнання будівлі в 1863 році.
Хейс покинула журнал у 1864 році, як вважають, через її «важкий темперамент». Вона часто не погоджувалася з Бессі Паркс, своєю співредакторкою, щодо редакторської політики журналу.

### Акторська кар'єра
У 1848 році «невелике багатство», отримане Матильдою Хейс, було втрачено через складне фінансове становище її батька, а сестра Шарлотти Кушман покинула сцену, що відкрило шлях до акторської кар'єри. Сестра Шарлотти, Сьюзен Вебб Кушман, яка зіграла Джульєтту в «Ромео» з Шарлоттою, покинула сцену, щоб пошлюбити успішного ліверпульського вченого Джеймса Шерідана Маспратта.
Жінки разом практикували виступи в йоркширському маєтку герцога Девонширського під час його відкриття в Баті 6 жовтня 1848 року. Хейс знімалася з Кушман лише кілька місяців, оскільки та вже скоро стала затребуваною зіркою.

## Опубліковані праці

### Переклади Жорж Санд
Ашерст переклала такі книги:
- Sand, George. (1842). Spiridion. Transl. Eliza A. Ashurst. Ed. by Matilda M. Hays. London: Churton.
- Sand, George. (1847). Letters of a Traveller. Transl. by Eliza A. Ashurst. Ed. by Matilda M. Hays. [Introduction by J. Mazzini]. London: Churton, 1847.
- Sand, George. (1847). The Works of George Sand. By Matilda M. Hays. [Translated by Matilda M. Hays, Eliza A. Ashurst, and E. R. Larken.].
- Sand, George. (1847). Andre'. Transl. Eliza A. Ashurst, Ed. by Matilda M. Hays. London: Churton.
- Sand, George. (1851). Fadette. Transl. Matilda Hays.

### Романи
- Matilda M. Hays (1846). Helen Stanley. London: E. Churton.
- Matilda M. Hays (1866). Adrienne Hope. London: T. Cautley Newby.

## Особисте життя
Матильда Хейс мала тісні особисті стосунки з Шарлоттою Кушман, Аделаїдою Енн Проктер та Гаррієт Хосмер.

### Шарлотта Кушман
Хейс та Шарлотта Кушман познайомилися між 1846  та 1848 роками. Незабаром після цього у них почався лесбійський роман, стосунки, які вони підтримували майже 10 років, і в Європі були публічно відомі як пара жінок. Елізабет Барретт Браунінг прокоментувала їх стосунки: «Я розумію, що вона (Кушман) та міс Хейс дали обітниці безшлюбності та вічної прихильності одна до одної — вони живуть разом, одягаються однаково,… це жіночий шлюб». Вони носили пошиті сорочки та піджаки. Подруги часто називали Матильду Метью або Максом.
У 1852 році Кушман пішла зі сцени та приєдналася до Матильди Хейс в Римі, де вони жили в американській емігрантській спільноті, що складалася переважно з художниць і скульпторок-лесбійок. У 1854 році Хейс покинула Кушман заради Гаррієт Хосмер, що поклало початок серії ревнивих стосунків між трьома жінками. Зрештою Хейс повернулася до спільного життя з Кушман, але напруга між нею та Шарлоттою Кушман ніколи не вирішилася. До кінця 1857 року Кушман таємно спілкувалася з Еммою Стеббінс. Одного разу ввечері, коли Кушман писала записку, до кімнати увійшла Хейс, підозрюючи, що записка призначена Стеббінс, і грубо зажадала показати її. Кушман відмовилася, і Хейс розлютилася та почала ганятися за нею по всьому будинку, б'ючи її кулаками. Стосунки закінчилися, і Хейс подала до суду на Кушман, стверджуючи, що вона пожертвувала своєю кар'єрою заради підтримки кар'єри Шарлотти Кушман. Остання виплатила невідому суму Матильді Хейс, і їхні стосунки припинилися.

### Аделаїда Енн Проктер
Вважалося, що Хейс мала любовний інтерес до Аделаїди Енн Проктер, яка присвятила їй «Легенди та лірику»:
Наші знаки любові здебільшого варварські, холодні та мляві, тому що вони не уособлюють наше життя. Єдиний подарунок - це частка тебе самого. Тому нехай хлібороб віддає своє зерно; шахтар, дорогоцінний камінь; моряк, корали і мушлі; художник, його картину; і поет, його вірші.— Emerson
Вона також написала любовний вірш для Хейс під назвою «Ретроспектива». Матильда Хейс наглядала за могилою Проктер після її смерті та оплакувала її смерть протягом останніх років життя.

### Теодозія Блекер, леді Монсон
Теодозія Блекер, леді Монсон (1803—1891) була захисницею прав жінок, яка орендувала Langham Place, 19, як будинок для групи Langham Place, кола однодумиць, які збиралися там. Вона була останньою супутницею Матильди Хейс.
Матильда Хейс померла в Ліверпулі на Сефтон Драйв, 15 у Токстет Парку, 3 липня 1897 року на 77-му році життя. Хоча Аделаїда Проктер померла за 30 років до смерті Хейс, некролог Liverpool Echo заявив, що вона була «дорогою подругою Аделаїди Проктер, яка пішла раніше».